# Абдул-Кадир Герменчукський
Шейх Абдул-Кадир Герменчукський, також Мулла Абдул-Кадир — чеченський військовий і релігійний діяч, імам Чечні, ісламський проповідник (мулла), активний учасник Кавказької війни 1817—1864 . На початку 1822 року очолив цілу низку чеченських спільнот у боротьбі проти царської окупації.

## Біографія
Абдул-Кадир був видатним релігійним та військовим діячем Чечні першої половини 1820-х років.
Абдул-Кадир, не погодившись із пропозиціями, висунутими на з'їзді, розпочав військові дії проти російських військ у районі рік Аргун, Баас, Джалка та Шовдан. Під час каральної експедиції російського генерала Грекова в 1822 були стерті з лиця землі чеченські населені пункти — Шалі, Герменчук і Нові Атаги.
На початку 1822 року Мулла Абдул-Кадир Герменчукський зробив невдалу спробу підняти загальне повстання в Чечні.
Абдул-Кадир загинув у боях проти загону Грекова в лютому 8-14 1822 під час винищення генералом Грековим аулів Шалі, Малі Атаги.